# PETSAT
PETSAT（ペットサット）は、宇宙開発協同組合SOHLA（旧称・東大阪宇宙開発協同組合）が開発する多目的小型人工衛星。
推進機能、通信機能、ミッション機能などの独立したパネルを、ミッションに応じて複数枚組み合わせて持たせることによって人工衛星を構成する方法を採っており、従来の人工衛星に比べて比較的安価で高い信頼性を確保することを目的としている。